# Callao
Callao (in spagnolo: El Callao) è il più grande ed importante porto del Perù. La città fa parte della Provincia Costituzionale del Callao, l'unica provincia della regione di Callao, e la ricopre interamente a eccezione delle isole.
Il Callao si trova ad ovest di Lima, la capitale dello Stato, e fa parte dell'area metropolitana di Lima, vasta metropoli che concentra quasi un terzo della popolazione del Perù. Il Callao confina con la Provincia di Lima a nord, est e sud e con l'oceano Pacifico a ovest.

## Storia
La città fu fondata nel 1537, due anni dopo Lima, e presto divenne il porto principale del commercio spagnolo sull'oceano Pacifico. L'origine del nome è sconosciuta; sia l'origine india (particolarmente yunga o peruviano della costa) sia quella spagnola sono possibili, ma è certo che il nome del posto fosse noto dal 1550.
Al tempo del viceregno quasi tutte le merci prodotte in Perù (che comprendeva l'attuale Bolivia) e Argentina erano trasportate su muli attraverso le Ande e fino al porto di Callao, da dove erano spedite a Panama e poi indirizzate in Spagna da Cuba.
Il 20 agosto 1836, ai tempi della Confederazione Perù-Bolivia, il presidente Andrés de Santa Cruz autorizzò la creazione della Provincia Litorale di Callao (Provincia Litoral del Callao), che ricevette autonomia politica per gli affari interni.
Durante il governo del presidente Ramón Castilla, il 22 aprile 1857 fu assegnato a Callao il nome di Provincia costituzionale (Provincia Constitucional). Il primo governatore della provincia fu il colonnello Manuel Cipriano Dulanto. Questo nuovo nome non significò alcuna variazione pratica, poiché lo status di Callao era simile a quello di ogni altra provincia, ed esso apparteneva, come tutte le altre, ad un dipartimento (in questo caso al dipartimento di Lima). L'unica differenza risiedeva nel fatto che a tutte le province peruviane era stato attribuito un nome per legge, mentre a Callao ne venne assegnato uno per mandato costituzionale.
Nel 1949 Callao era considerato uno dei più grandi centri del traffico di cocaina e di prodotti correlati alla coca.
Come parte del decentramento politico promosso dal presidente Alejandro Toledo, nel 2002 fu creata la regione di Callao e la provincia costituzionale di Callao fu scissa dal dipartimento di Lima (ora regione di Lima).

### Eventi di rilievo
- Nel 1746 un maremoto causato da un terremoto distrusse interamente il porto di Callao.
- Nel 1826 l'ultimo esercito spagnolo comandato dal generale José Ramón Rodil si ritira dalla Fortezza dopo un sanguinoso assedio navale e terrestre guidato dal generale venezuelano Bartolomé Salom.
- Il 2 maggio 1866, durante la Battaglia di Callao, la flotta navale spagnola tentò di riconquistare il Perù ormai indipendente.
- Nel 1947 il porto di Callao fu il punto di partenza della spedizione guidata da Thor Heyerdahl a bordo del Kon-Tiki con destinazione le isole della Polinesia.[1]
- Il 19 giugno 1986 centinaia di prigionieri furono uccisi a El Frontón.

## Caratteristiche della città
Il Callao è costruito sopra e attorno a una penisola, il distretto di La Punta, dove un tempo risiedevano i benestanti. Una fortezza storica, il Castillo de Real Felipe, è situato su un promontorio che si affaccia sulla baia.
Nel Callao è presente anche una grande stazione navale, in cui il leader del movimento di ribellione Sendero Luminoso, Abimael Guzmán e Vladimiro Montesinos, l'ex-direttore della sicurezza interna durante il regime di Fujimori, scontano ancora la loro prigionia.
L'Aeroporto Internazionale Jorge Chávez di Lima si trova nel Callao.
Su una scogliera con vista sulla baia vi è il Colegio Militar Leoncio Prado, la scuola militare che il famoso autore peruviano Mario Vargas Llosa frequentò e rese celebre nel suo primo romanzo, La ciudad y los perros (1962), pubblicato in italiano con il titolo di La città e i cani. La città ha anche una locale università, la Universidad Nacional del Callao.
Il Callao comprende inoltre alcune isole, San Lorenzo (oggi base militare), El Frontón (carcere di massima sicurezza), Cavinzas e Palomino, dove vive un gran numero di leone di mare, e uccelli acquatici. Al momento è in discussione un piano per costruire un grande porto navale, terrestre e aereo sull'isola di San Lorenzo. Il progetto è chiamato San Lorenzo Megaport Project.
I cittadini del Callao sono chiamati chalacos.

## Governo
Gli affari governativi locali sono suddivisi in due livelli. Le questioni regionali sono regolate dal Governo Regionale di Callao (Gobierno Regional del Callao) situato nel distretto di Bellavista. Le materie quali nettezza urbana, promozione del turismo, sport e servizi sono compito della Municipalità Provinciale di Callao situata nel distretto omonimo.

## Infrastrutture e trasporti

### Ferrovie
Il porto è servito dalla linea ferroviaria Ferrovia Centrale del Perù, rimodernata nel 2006 portando lo scartamento dei binari da 914 mm a 1435 mm (standard mondiale).

## Amministrazione

### Gemellaggi
- Santa Fe

## Citazioni letterarie
In questa area metropolitana di Lima, fra i depositi della Stazione marittima, accanto all'avenida Huascar e alla Chiesa di Nuestra Senora del Carmen de la Legua, è ambientata una delle vicende introduttive ad uno dei più noti romanzi dello scrittore peruviano Mario Vargas Llosa, l'autobiografico La zia Julia e lo scribacchino, successo editoriale del 1977.